# Школа № 11 (Мариуполь)
Мариупольськая общеобразовательная школа І-ІІІ ступеней №11 Мариупольського городского совета Донецькой области — средняя школа в Мариуполе, одно из старейших учебных заведений города.
Основана школа в 1883 году. На момент открытия располагалась в одноэтажном доме и имела две классных комнаты. Между 1892 и 1905 годом школе было присвоено имя митрополита Игнатия и стала называться Игнатьевской. В 1905 году в школе было четыре отделения, в ней обучалось 249 человек. Через несколько лет школа была переименована в «Городское начальное училище имени митрополита Игнатия (Карасьевское 1-е)».
После революции, в 1918 году Игнатьевская школа была переименована и стала называться «Одиннадцатая начальная». На этот момент в ней было уже пять классных комнат.
В 1928 году школа была преобразована в семилетку.
В 1938 году был открыт новый четырёхэтажный корпус, построенный рядом со старым школьным зданием.
В 1941 году, сразу же после начала Великой Отечественной войны, в школе был развёрнут госпиталь. Когда город был захвачен немецкими войсками, в здании школы был организован лагерь военнопленных. Вскоре лагерь был перемещён в другое здание, а в школу въехал немецкий штаб; через некоторое время в школе был устроен склад зерна. Перед отступлением, в сентябре 1943 года, оккупанты подожгли здание.
После освобождения Мариуполя занятия в 11-й школе возобновились в старом одноэтажном здании, где она находилась до 1938 года. Школа опять стала начальной.
В 1948 году помещение было передано детскому дому, школа работала в здании 4-й школе, затем в 5-й школе, после — в восстановленном здании школы № 36. В 1951 году здание школы было восстановлено. Школа заняла первый и третий этажи здания, а второй и четвёртый — ученики и педагоги украинской школы № 35. Школа стала семилетней. В 1954 году 35-я школа получила новое здание, 11-я школа заняла все этажи и стала девятилеткой.
В 1961 году школа получила название «Трудовая политехническая» и стала одиннадцатилеткой.
В 1965 году была преобразована в школу с английским уклоном.